# موسيقى سورية

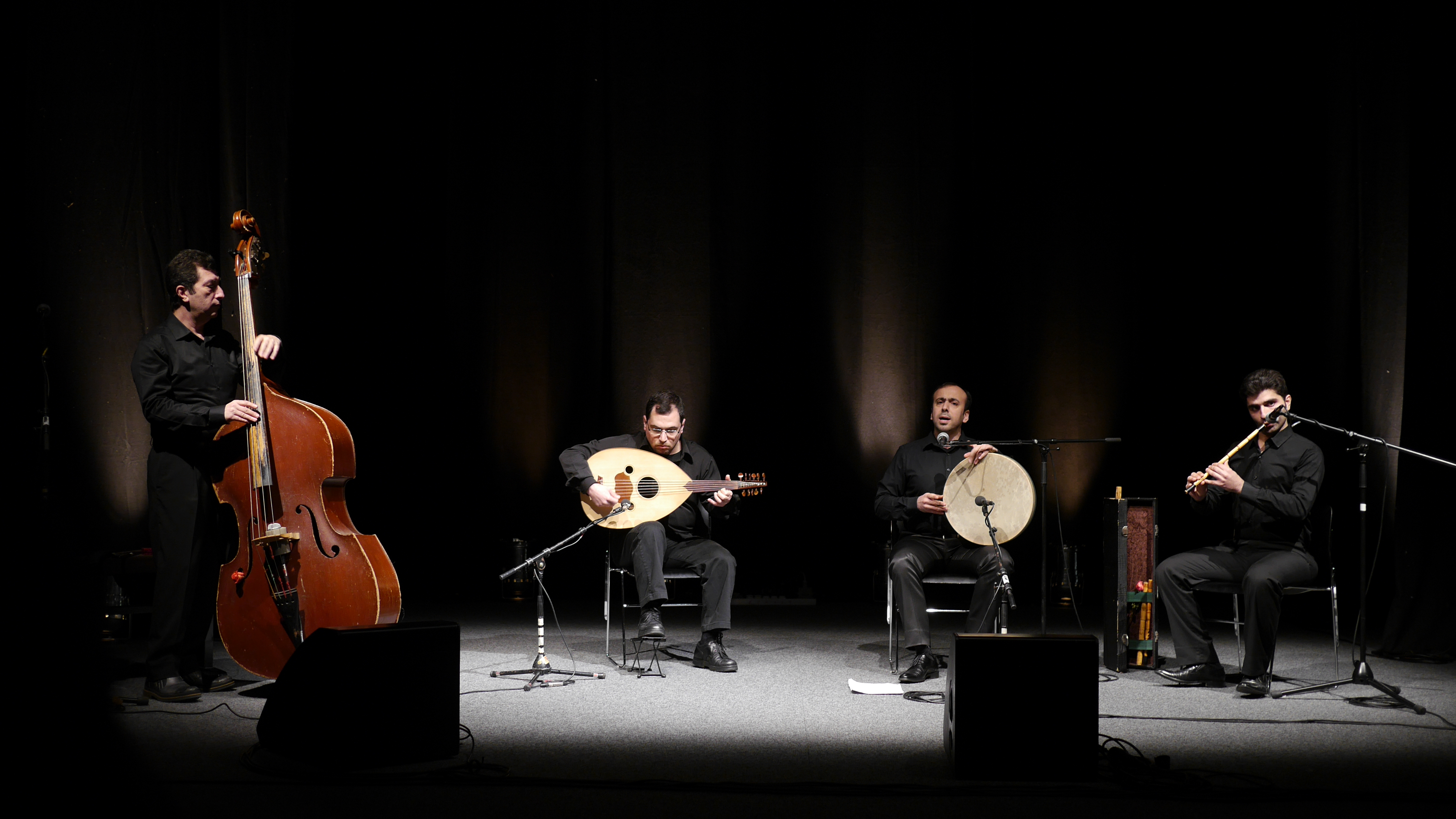

## تاريخ الموسيقى في سورية
في سوريا القديمة، من أوغاريت، وجدت أول نوطة موسيقية في العالم.[112] الموسيقى التقليدية السورية الحديثة، هي مزيج من موسيقى شرقية مختلفة أخذت من مختلف الحضارات المتعاقبة لاسيّما السريانية والتركية، وتعتبر أدوات التخت الشرقي، هي الأدوات الرئيسية للموسيقى المحلية، والتي تعتمد أساسًا على الطرب وما يعرف «بالقدود الحلبية». بضعًا من الأغاني، يعود للذاكرة الجمعية السورية، البعض الآخر يعود لمؤلين معينين أمثال أبو خليل القباني، الذي وضع مجموعة من الأناشيد التي لا تزال تتداول إلى اليوم، وجدد بعضها خلال القرن العشرين من قبل فنانين أمثال صباح فخري.
الموسيقى التقليدية السورية تنتشر أيضًا في البلدان المجاورة، النمط البدوي من الموسيقى القائم على العزف على المزمار والربابة يتواجد أيضًا، كما أن النمط الحديث للأغاني، سواءً من فنانين محليين أو عرب أو عالميين، واسعة الانتشار لا سيّما بين الشباب.[113] أما الرقص الشعبي فهو أساسًا الدبكة، وتختلف تفاصيل حركاتها بين المناطق، والعروض بالسيف والترس وما يعرف باسم «العراضة»، إلى جانب رقص السماح والرقص الشرقي بالنسبة للنساء، وتنتشر أيضًا لاسيّما في المدن، الأنماط الحديثة من الرقص.
يزخر تاريخنا الغنائي السوري بأغانٍ شدا بها فنانون كبار سحروا ألباب الأجيال بإبداعات شعرية استثنائية، مثل: فريد الأطرش، أسمهان، رفيق شكري، سهام رفقي، نجيب السراج، فهد بلان، مها الجابري، صباح فخري، صفوان بهلوان، ميادة الحناوي وغيرهم الكثير، حتى أصبحت أغنياتهم جزءاً من تراثنا الأصيل، مثل: بالي معك بالي بالي بالي.. وحوّل يا غنّام حوّل.. وبالفلا جمّال ساري..
تدل اللقى الأثرية والمعطيات العلمية أن سورية محطة بارزة في التطور الموسيقي وانتشاره عالمياً، فعلى الأرض السورية اكتشف في معبد عشتار في مملكة ماري الواقعة جنوب مدينة دير الزور أقدم مشهد لفرقة موسيقية، وذكر أرشيف المملكة أنها عرفت الآلات الموسيقية والوترية والإيقاعية والهوائية وأهمها «القيثارة»، ليكون لقبُ «أورنينا» عازفة معبد عشتار، رمز الشعر الغنائي والموسيقا وملهمه للعالم بأسره قبل نحو 5500 سنة من الآن.

## موسيقيون سوريون

### مغنون سوريون
- أحمد صابوني
- أصالة نصري
- أذينة العلي
- أركان فؤاد
- أفرام روسو
- إياد الريماوي
- بشار زرقان
- تالار دكرمنجيان
- جان خليل
- جورج طويل
- حازم شريف
- حسين الديك
- خالد الحافظ
- ذياب مشهور
- رازق فرانسوا بيطار
- رفيق شكري
- رويدا عطية
- زكية حمدان
- سامو زين
- سري الطمبورجي
- سلامة الأغواني
- سميح شقير
- سمير سمرة
- سهير شقير
- شادي أسود
- شادي جميل
- شهد برمدا
- ناصيف زيتون
- جورج وسوف
- صباح فخري
- حسام تحسين بك
- وفيق حبيب
- ميادة الحناوي
- محمد باش
- فايا يونان
- علي الديك
- عمار الديك

### عازفون سوريون
- آري جان سرحان
- محمد عبد الكريم
- إياد الريماوي
- سامي الشوا
- كنان العظمة
- مالك جندلي
- وعد بوحسون
- محمد عثمان
- صبحي جارور

### فرق موسيقية سورية
- الأوركسترا السورية السويسرية لموسيقى الجاز
- الفرقة السيمفونية الوطنية السورية
- التخت الشرقي النسائي السوري
- تشيلي باند
- كلنا سوا
- فرقة تكات

### ملحنون سوريون
- أبو الجود محمد منذر سرميني
- إياد الريماوي
- بكري الكردي
- سمير كويفاتي
- سهيل عرفة
- صفوان بهلوان
- صلحي الوادي
- طارق العربي طرقان
- طاهر مامللي
- خالد ترمانيني
- عاصم سكر
- عبد الفتاح سكر
- فريد الأطرش
- كبرئيل أسعد
- إلياس كرم
- كنان العظمة
- مالك جندلي
- محمد فتيان
- نعيم حمدي
- وعد بوحسون
- ياسر المالح